# بوهومیل وسلی
بوهومیل وسلی (چکی: Bohumil Veselý؛ زادهٔ ۱۸ ژوئن ۱۹۴۵) بازیکن فوتبال اهل چکسلواکی بود.
از باشگاه‌هایی که در آن بازی کرده‌است می‌توان به باشگاه فوتبال اسپارتا پراگ اشاره کرد.
وی همچنین در تیم ملی فوتبال چکسلواکی بازی کرده‌است.